# Tacarcuna
Tacarcuna é um género botânico pertencente à família Euphorbiaceae.

## Espécies
- Tacarcuna amanoifolia
- Tacarcuna gentryi
- Tacarcuna tachirensis

## Nome e referências
Tacarcuna Huft.